# Елимна
Елимна — река в России, протекает по Киришскому району Ленинградской области и в Чудовском районе Новгородской области. Устье реки находится в 16 км по правому берегу реки Шарья к югу от деревни Опалево. Длина реки составляет 12 км.

## Данные водного реестра
По данным государственного водного реестра России относится к Балтийскому бассейновому округу, водохозяйственный участок реки — Волхов, речной подбассейн реки — Волхов. Относится к речному бассейну реки Нева (включая бассейны рек Онежского и Ладожского озера).
Код объекта в государственном водном реестре — 01040200612102000019001.